# 瀋陽南駅
瀋陽南駅（中国語: 沈阳南站）は遼寧省瀋陽市渾南区小羊安村にある鉄道駅である。哈大、瀋丹の両旅客専用線の重要な接続駅である。投資額は20億元、面積は1,500,000平方メートル、プラットホーム数は14である。

## 歴史
- 2015年9月1日 - 開業。